# ソーク研究所
ソーク研究所（ソークけんきゅうじょ、Salk Institute for Biological Studies）は、1963年にジョナス・ソークによって創設された生物医学系の研究所。カリフォルニア州サンディエゴ郊外のラホヤに位置する、私立の非営利法人である。
カリフォルニア大学サンディエゴ校のキャンパスの隣に位置している。研究者の数が1000人にも満たない小規模の研究所であるが、常に研究論文の引用度は世界でも一二を争う。教授陣は各研究分野の先端を走っているといわれる。

## 実績
フランシス・クリックや、シドニー・ブレナー、リナート・ダルベッコ、ロジェ・ギルマンなどのノーベル賞受賞学者を擁し、また多くのノーベル賞学者をここから輩出している。現役の研究者にも、ロナルド・エヴァンス、フレッド・ゲージ、アンソニー・ハンター（いずれも慶應医学賞受賞）など、ノーベル賞の候補に常に挙げられる科学者から、新進気鋭の若手まで揃っており、人材に事欠かない。利根川進もリナート・ダルベッコの弟子として過去に研究活動を行っていた。マイケル・クライトンはハーバード・メディカルスクール卒業後に1年間研究員として働いていた。
この研究所の創立は、サンディエゴ地区の生物工学産業が大いに発展することになった、一つの発端とされる。また研究棟は建築家ルイス・I・カーンによって設計され、青い海と空に映える美しい対象形の建物は、当時の建築界に新風を巻き起こした。このため世界中から、科学者のみならず、多くの建築ファンも訪れる。

## 映画
- ロバート・レッドフォード監督「ソーク研究所」2014年 - 6人の監督によるオムニバスのドキュメンタリー3D映画『もしも建物が話せたら』の一話。

## ギャラリー

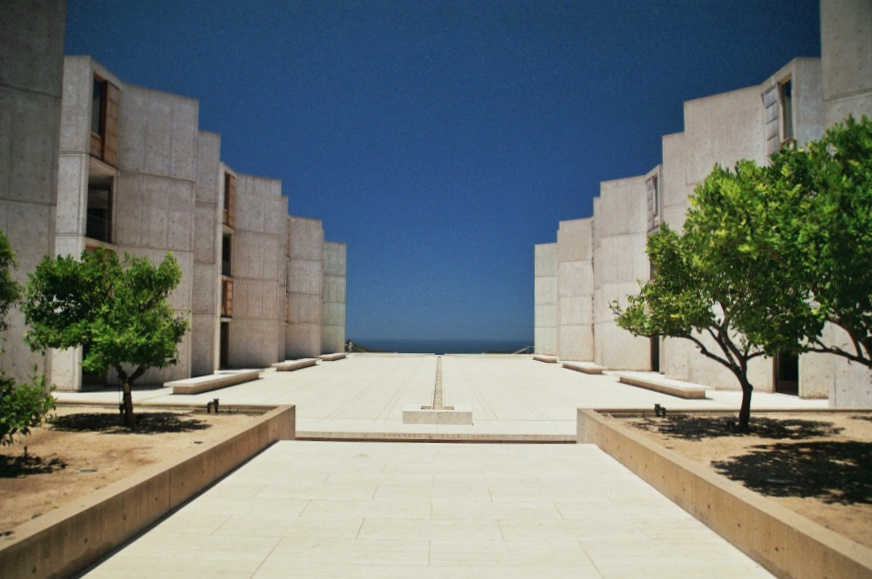
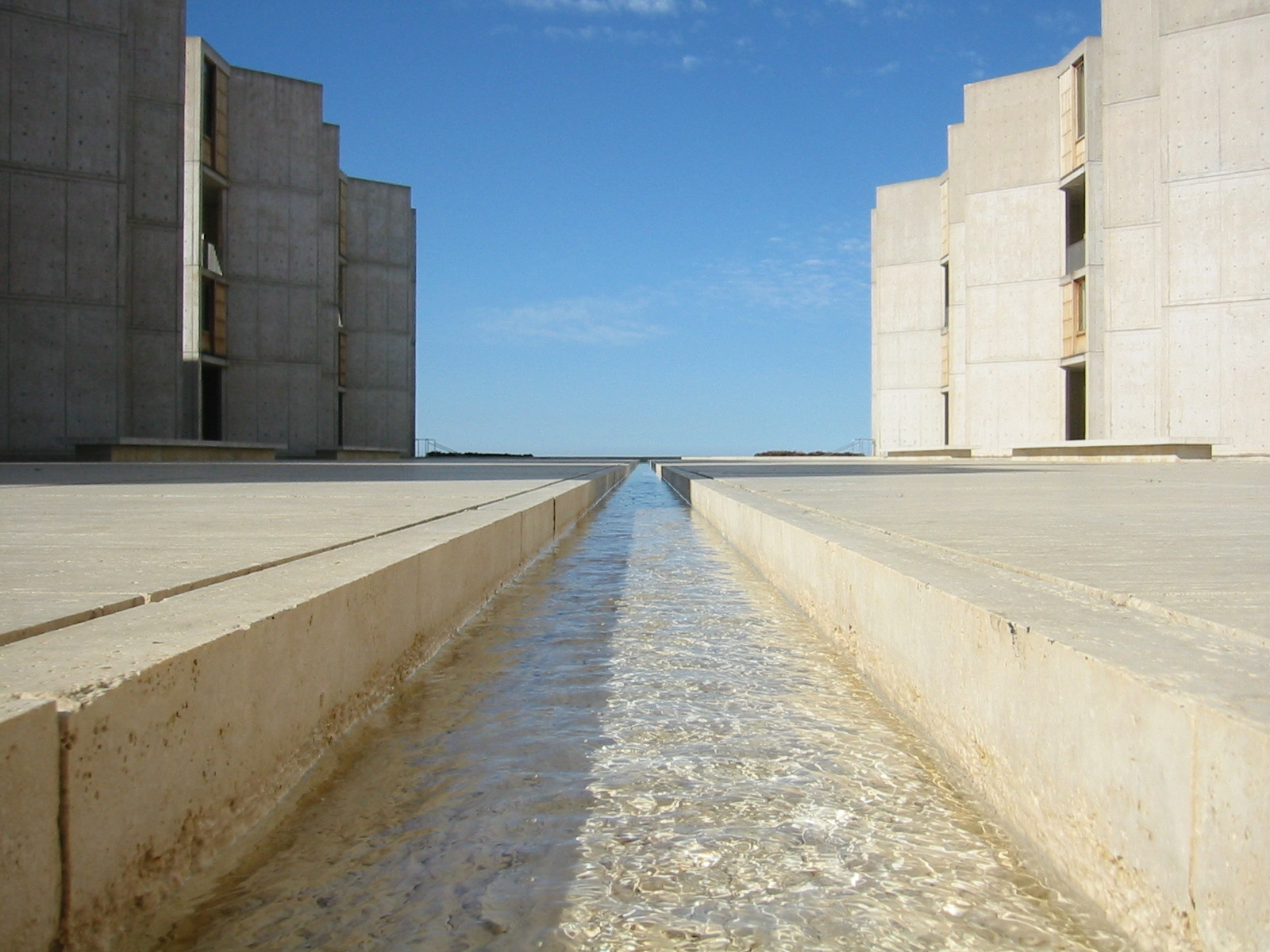
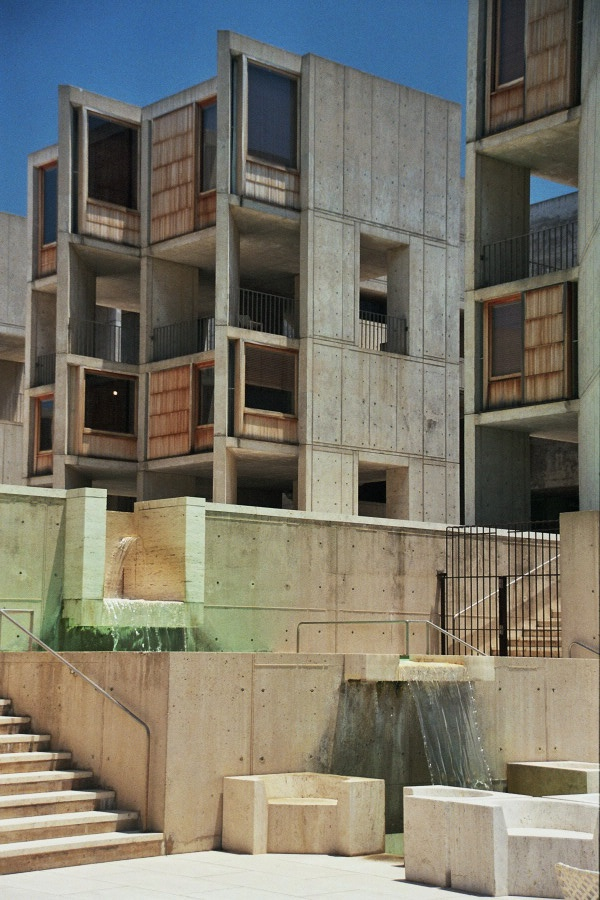
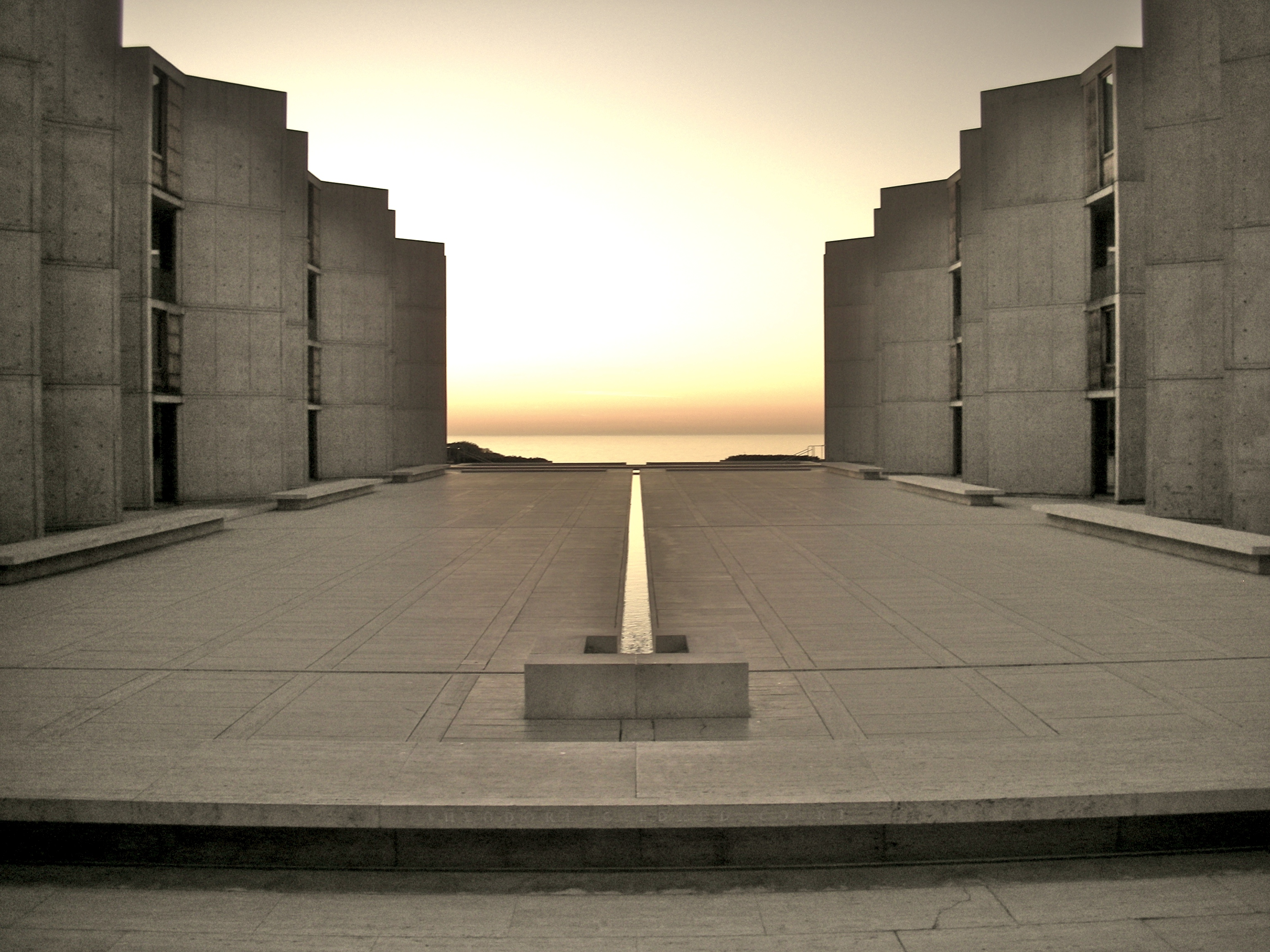